# 134419 Hippothous
134419 Hippothous este o planetă minoră (asteroid), cu un diametru de 17,361 km, din Asteroid troian al lui Jupiter. A fost descoperită pe 28 iunie 1998 la Observatorul European Austral de Eric Walter Elst și a fost numită după Hippothous⁠(d). 
Obiectul prezintă o orbită caracterizată de o semiaxă mare de 5,2375545127026 UAi, o excentricitate de 0,177, o înclinație de 8,4 ° în raport cu ecliptica.